# Мендут (храм)
Мендут — буддийский храм IX века, расположенный в деревне Мендут, округ Мунгкид, Регион Магеланг, Центральная Ява, Индонезия. Храм расположен примерно в трех километрах к востоку от Боробудура. Мендут, Боробудур и Павон, все из которых являются буддийскими храмами, расположены на одной прямой линии. Между тремя храмами существует религиозная связь, хотя её точное ритуальное значение неизвестно.

## История
Построенный около начала девятого века нашей эры, Мендут является старейшим из триады храмов Мендут—Павон—Боробудур. Согласно надписи Карангентга, храм был построен и закончен во времена правления царя Индры из династии Шайлендров. В надписи, датированной 824 годом нашей эры, упоминается, что царь династии Шайлендров Индра построил священное здание под названием Венувана, что означает «бамбуковый лес». Голландский археолог Д. Г. де Каспарис связал храм, упомянутый в надписи Карангентга, с храмом Мендута.
В 1836 году он был обнаружен как руины, заросшие кустарником. Реставрация этого храма была начата в 1897 году и была закончена в 1925 году. Наиболее известные археологи, которые проводили исследования этого храма — Дж. Г. де Каспарис, Теодур ван Эрп и Арисатья Йогасвара.

## Архитектура
План основания храма квадратный и имеет размеры 13,7 метра с каждой стороны, а уровень основания — 3,7 метра над землей. Храм высотой 26,4 метра обращен к северо-западу. Лестница, выходящая с северо-западной стороны квадратного возвышенного основания, украшена статуей Макара по обеим сторонам, сторона лестницы высечена с барельефом из басни Джатака, повествующей о животной истории буддийского учения. Квадратная терраса, окружающая тело храма, предназначалась для прадакшины или обходного ритуала, идущего по часовой стрелке вокруг храма. Наружные стены украшены барельефы бодхисатв (буддийские божества), такие как Авалокитешвар, Майтрей, Cunda, Кшитигарбх, Самантабхадры, Mahakarunika Avalokitesvara, Ваджрапаните, Манджушрите, Акашагарбх и Боддхисатвадеви Праджняпарамите среди других буддийских фигур. Первоначально храм имел две палаты, небольшую палату спереди и большую главную палату в центре. Крыша и некоторые части стен передней камеры отсутствуют. Верхняя часть крыши отсутствует, предполагается, что она имеет вершину ступы с размерами и стилем, вероятно, такую же, как в храме в Содживане. Внутренняя стена передней камеры украшена барельефом Харити, окруженным детьми, Атавакой с другой стороны, Калпатару, а также группами божеств дэватов, летящими в небесах.
В главной комнате находятся три большие резные каменные статуи. Трёхметровая статуя Дхиани Будды Вайрочаны, который должен освободить последователей от телесной кармы, слева находится статуя Боддхисатва Авалокитешвара, призванный освободить от кармы речи, справа стоит Боддхисатваa Ваджрапаните, освобождающий от кармы мысли.

## Ритуалы
Во время полнолуния в мае или июне буддисты в Индонезии соблюдают ежегодный ритуал Весак, идя от Мендута через Павон к Боробудуру. Ритуал принимает форму массовой буддийской молитвы и прадакшина (обхода) вокруг храма.

Считается, что последователям традиционного кеджавена (яванского мистицизма) или буддизма молитва в храме Мендута исполняет желания, такие как избавление от болезней. Например, бездетные пары молятся на барельефе Харити за ребёнка, поскольку в традиционных яванских верованиях Харити является символом плодородия, покровительницей материнства и защитником детей. 